# Гландаж
Гландаж (фр. Glandage) насеље је и општина у источној Француској у региону Рона-Алпи, у департману Дром која припада префектури Ди.
По подацима из 2011. године у општини је живело 96 становника, а густина насељености је износила 1,84 становника/km². Општина се простире на површини од 52,11 km². Налази се на средњој надморској висини од 869 метара (максималној 2.045 m, а минималној 717 m).

## Демографија
| 1962. | 1968. | 1975. | 1982. | 1990. | 1999. | 2011. |
| ----- | ----- | ----- | ----- | ----- | ----- | ----- |
| 75    | 99    | 83    | 121   | 111   | 84    | 96    |

График промене броја становника у току последњих година